# 陈俊 (汉朝)

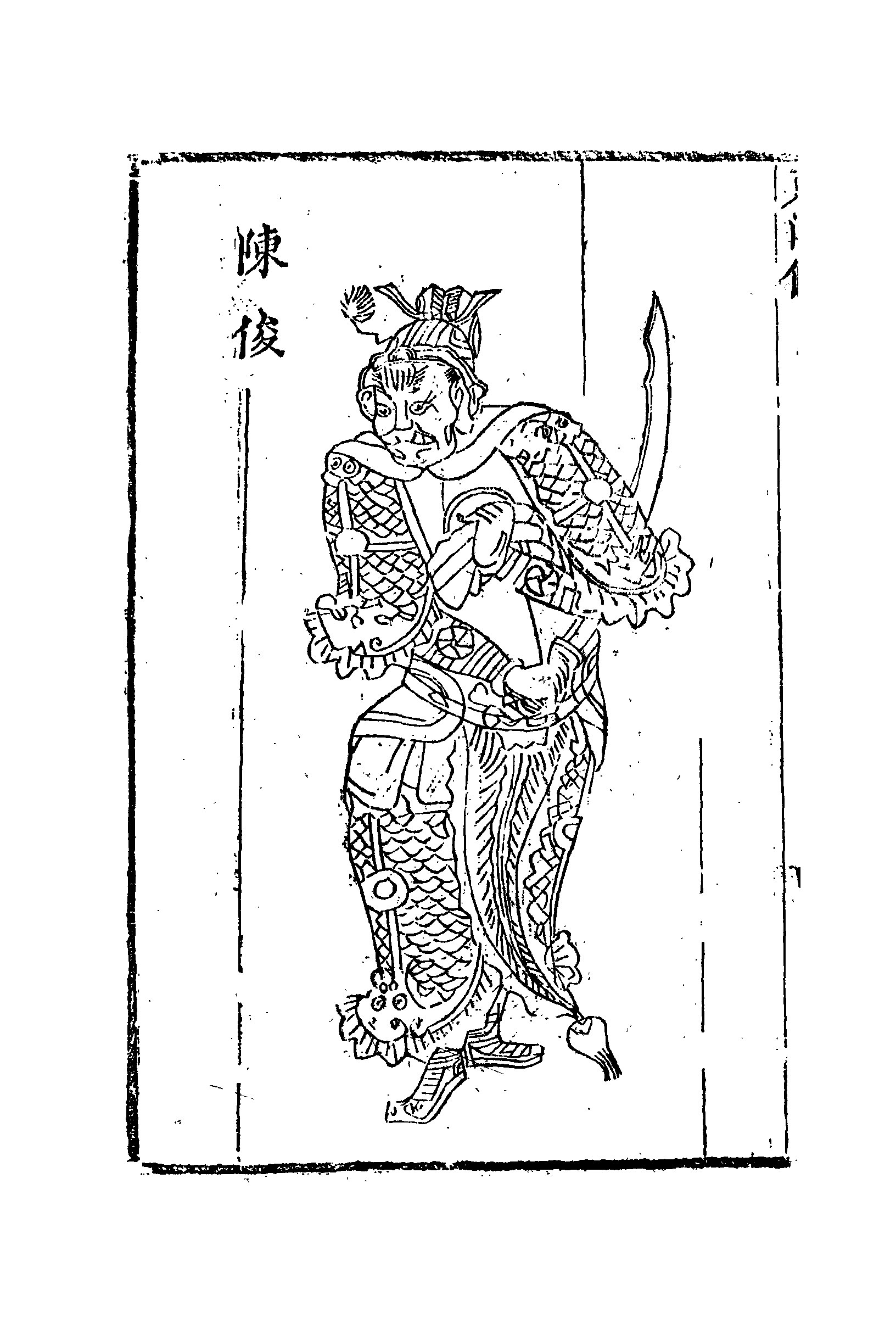
陳俊

陳俊（？—47年），字子昭，南陽郡西鄂人。東漢初雲台二十八將之一。

## 生平
少為郡吏，更始年間投靠太常將軍劉嘉，擔任長史。劉秀至河北時，劉嘉去信推薦之，劉秀以為安集掾。至蒲陽，拜強弩將軍，與五校戰於安次，追殺二十餘里，斬其渠帥而還。劉秀望而歎曰：「戰將盡如是，豈有憂哉！」
東漢建國後，封為列侯。建武五年（29年），與建威大將軍耿弇共破張步。為琅邪郡太守，陳俊入琅琊境內，盜賊皆散。建武十三年（37年），封祝阿縣侯。建武二十三年（47年）卒。

## 家庭

### 子
- 陳浮，嗣爵，建武三十年（54年）[1]詔書以祝阿增益濟南國，于是改封陳浮封蘄春侯，一作薪春侯。陳浮卒，子陳专诸嗣。陳专诸卒，子陳笃嗣。

| 東漢蘄春侯國（54年－？） |      |            |        |          |          |
| 傳位                     | 世   | 稱號及諡號 | 姓名   | 在位年數 | 在位時間 |
| 第1任                    | 始封 | 蘄春侯     | 陳浮   | ？       | 54年－？ |
| 第2任                    | 二世 | 蘄春侯     | 陳專諸 | ？       | ？       |
| 第3任                    | 三世 | 蘄春侯     | 陳篤   | ？       | ？       |
| 永和五年（140年）仍見    |      |            |        |          |          |

## 世系图
| 祝阿侯陈俊   |  |  |  |  |  |
|              |  |  |  |  |  |
| 薪春侯陈浮   |  |  |  |  |  |
|              |  |  |  |  |  |
| 薪春侯陈专诸 |  |  |  |  |  |
|              |  |  |  |  |  |
| 薪春侯陈笃   |  |  |  |  |  |

## 延伸阅读
[在维基数据编辑]
 《後漢書·卷18》，出自范晔《後漢書》
 《東觀漢記》
 在维基共享资源阅览影像